# Silla gaming

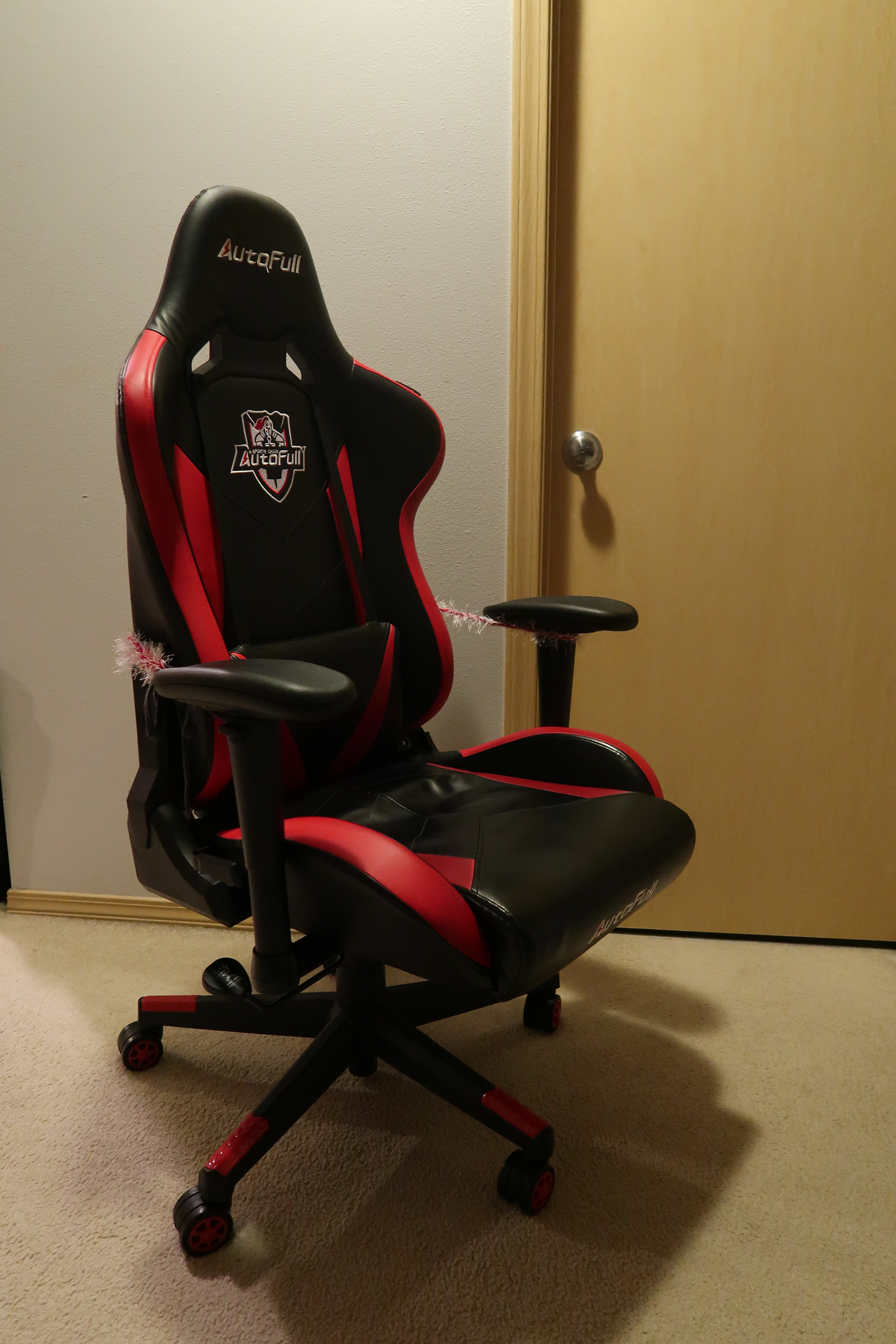
Silla gaming negra y roja para PC

Una silla gaming es un tipo de silla que se comercializa para jugadores de videojuegos. Su principal diferencia respecto a las sillas de oficina es que tienen un respaldo alto diseñado para apoyar la parte superior de la espalda y los hombros. También son más personalizables: los reposabrazos, el respaldo, el soporte lumbar y el reposacabezas se pueden ajustar para mayor comodidad y eficiencia. Sin embargo, hay críticas a las sillas gaming. Por ejemplo, tienden a diseñarse y comercializarse principalmente por su estética a expensas de tener una peor ergonomía que las sillas de oficina modernas. Esto se debe a que la silla gaming moderna se inventó como una manera de vender los de asientos de automóvil sobrantes: están diseñadas para conducir a alta velocidad de manera segura, no para usar una computadora durante un largo periodo de tiempo, de ahí la pobre ergonomía.
La silla de juego ganó popularidad con la creciente influencia de Twitch y otros sitios web de streaming de juegos en línea. Sentarse frente a una computadora, jugar juegos durante horas y horas y la estética de las sillas para juegos (que tiene un aspecto completamente diferente a la silla tradicional de oficina) impulsó a los streamers a comprar sillas gaming.
DXRacer, una empresa que originalmente producía asientos para autos deportivos, produjo las primeras sillas gaming ergonómicas alrededor de 2006. Antes de 2006, la empresa era conocida por producir asientos de gama alta para automóviles de lujo. Sin embargo, la compañía comenzó a experimentar dificultades con Chrysle, que dejó de producir múltiples líneas de automóviles, lo que llevó a DXRacer a reutilizar su reserva de asientos de cubo en sillas independientes, comercializadas para jugadores. En 2008 nuevas empresas se sumaron a producir sillas gaming.
El mercado de las sillas de juego creció rápidamente en 2011 con la llegada de la plataforma de streaming en vivo Twitch y la popularización de los deportes electrónicos. En la comunidad Twitch, la posesión de una silla gaming se asoció con ser un jugador legítimo y respetable.
Existen tres tipos principales de sillas gaming. Las de PC, las de suelo y sillas gaming híbridas.
Sillas gaming de PC
Las sillas gaming de PC son las más populares y conocidas. Se parecen a las sillas de oficina, pero incluyen un reposacabezas, soporte lumbar (generalmente en forma de cojín), así como unreposabrazos ajustables.
Sillas gaming de suelo
Las sillas gaming de suelo son populares entre los jugadores de consola. Esto se debe a que están hechas para estar en el suelo y a son eficientes para jugar en la televisión. Estas sillas normalmente se parecen a las sillas reclinables.
Sillas gaming híbridas
Por último, las sillas gaming híbridas comparten características de las sillas gaming de PC y de suelo. A menudo se montan sobre una base giratoria, pero tienen la forma y el estilo de una silla de suelo.